# Jalna (film)
Pour les articles homonymes, voir Jalna.
Pour plus de détails, voir Fiche technique et Distribution.
Jalna est un film américain réalisé par John Cromwell, d'après Les Jalna de Mazo De la Roche, sorti en 1935.

## Fiche technique
- Titre : Jalna
- Réalisation : John Cromwell
- Scénario : Garrett Fort, Lawrence Bachmann (en) et Anthony Veiller d'après Les Jalna de Mazo De la Roche
- Direction artistique : Van Nest Polglase
- Costumes : Walter Plunkett
- Photographie : Edward Cronjager
- Montage : William Morgan
- Société de production : RKO Pictures
- Pays d'origine : États-Unis
- Format : Noir et blanc - 1,37:1
- Genre : drame
- Durée : 79 minutes
- Date de sortie : 1935

## Distribution
- Kay Johnson : Alayne Archer Whiteoaks
- Ian Hunter : Renny Whiteoak
- C. Aubrey Smith : Oncle Nicholas Whiteoak
- Nigel Bruce : Maurice Vaughan
- David Manners : Eden Whiteoak
- Peggy Wood : Meg Whiteoak
- Jessie Ralph : Gran Whiteoak
- Theodore Newton : Piers Whiteoak
- Halliwell Hobbes : Uncle Ernest Whiteoak
- Cliff Severn (en) : Wakefield Whiteoak
- Molly Lamont : Pheasant Vaughan Whiteoak
- Forrester Harvey : Rags